# Natalândia
Natalândia é um município brasileiro do estado de Minas Gerais. Sua população recenseada em 2022 foi de 3 520 habitantes.

## Geografia
Natalândia abriga em seu território considerável potencial espeleológico ainda pouco explorado, localizado nas ocorrências de rocha calcária. A publicação "As Grutas em Minas Gerais - 1939, IBGE", descreve algumas cavernas na região do Riacho dos Cavalos. Desde 2013, o Grupo Pierre Martin de Espeleologia efetua o levantamento do patrimônio espeleológico do município, somando a identificação de 18 cavernas. Mas os levantamentos ainda se encontram em estado inicial e o volume de cavernas deve ser consideravelmente ampliado.